# Ungerns Grand Prix 1990
Ungerns Grand Prix 1990 var det tionde av 16 lopp ingående i formel 1-VM 1990.

## Resultat
1. Thierry Boutsen, Williams-Renault, 9 poäng
2. Ayrton Senna, McLaren-Honda, 6
3. Nelson Piquet, Benetton-Ford, 4
4. Riccardo Patrese, Williams-Renault, 3
5. Derek Warwick, Lotus-Lamborghini, 2
6. Eric Bernard, Larrousse (Lola-Lamborghini), 1
7. Martin Donnelly, Lotus-Lamborghini
8. Mauricio Gugelmin, Leyton House-Judd
9. Alex Caffi, Arrows-Ford
10. Emanuele Pirro, BMS Scuderia Italia (Dallara-Ford)
11. Nicola Larini, Ligier-Ford
12. Michele Alboreto, Arrows-Ford
13. Gabriele Tarquini, AGS-Ford
14. Philippe Alliot, Ligier-Ford
15. Paolo Barilla, Minardi-Ford
16. Gerhard Berger, McLaren-Honda (varv 72, kollision)
17. Nigel Mansell, Ferrari (71, kollision)

### Förare som bröt loppet
- Alessandro Nannini, Benetton-Ford (varv 64, kollision)
- Ivan Capelli, Leyton House-Judd (56, växellåda)
- Aguri Suzuki, Larrousse (Lola-Lamborghini) (37, motor)
- Alain Prost, Ferrari (36, växellåda)
- Jean Alesi, Tyrrell-Ford (36, kollision)
- Stefano Modena, Brabham-Judd (35, motor)
- Pierluigi Martini, Minardi-Ford (35, kollision)
- Andrea de Cesaris, BMS Scuderia Italia (Dallara-Ford) (22, motor)
- Satoru Nakajima, Tyrrell-Ford (9, broms)

### Förare som ej kvalificerade sig
- Yannick Dalmas, AGS-Ford
- David Brabham, Brabham-Judd
- JJ Lehto, Onyx (Monteverdi-Ford)
- Gregor Foitek, Onyx (Monteverdi-Ford)

### Förare som ej förkvalificerade sig
- Olivier Grouillard, Osella-Ford
- Bertrand Gachot, Coloni-Ford
- Roberto Moreno, EuroBrun-Judd
- Claudio Langes, EuroBrun-Judd
- Bruno Giacomelli, Life